# 三区三州
三区三州，是2018年中华人民共和国的一个政治地理学词语，是指中华人民共和国国家层面的深度贫困地区、脱贫攻坚战的重点解决地区。

## 地理范围
三区三州的地理范围：
- “三区”是指
  - 西藏自治区
  - 新疆南疆四地州[3]
    - 喀什地区
    - 和田地区
    - 阿克苏地区
    - 克孜勒苏柯尔克孜自治州

  - 四省藏区
- “三州”是指：
  - 甘肃省临夏州
  - 四川省凉山州
  - 云南省怒江州

## 特点
“三区三州”的特点是，深度贫困区主要区域位于青藏高原地区或新疆西部，自然条件差、经济基础弱、贫困程度深。然而该地区自然人文景观和旅游资源富集，因此针对的脱贫攻坚方法主要包括当地产业转型升级、旅游大环线建设、当地专业技术人才职称评审政策支持倾斜等。